# Font de la Puda
|  | Aquest article tracta sobre una font de La Segarra. Si cerqueu font d'aigua sulfhídrica del Solsonès, vegeu «Font Puda». |

Font de la Puda és una font de Concabella, al municipi dels Plans de Sió (Segarra), inclosa a l'Inventari del Patrimoni Arquitectònic de Catalunya.

## Descripció
Es tracta d'una font adossada a una resclosa o peixera situada als afores de Concabella al costat de la carretera de Tàrrega que aprofita l'aigua d'una mina propera.
L'aigua de la resclosa està canalitzada i es condueix a una bassa mitjançant un mur de pedra construït amb carreus de pedra regulars de grans dimensions disposats en forma de graonat, formant una estructura de presa. Aquesta resclosa tenia la funció de derivar l'aigua amb destinació al reg.
Adossada a la resclosa trobem una font de la qual es conserva el broc però que actualment no s'utilitza i està cobert per vegetació i per l'aigua que prové de la mina i es condueix cap a la resclosa.